# Aloe arachnoidea
Aloe arachnoidea é uma espécie de liliopsida do gênero Aloe, pertencente à família Asphodelaceae.